# Guillaume de Hesse-Philippsthal
Guillaume de Hesse-Philippsthal (en allemand Wilhelm von Hessen-Philippsthal), né le 29 août 1726 à Philippsthal, décédé le 8 août 1810 à Philippsthal.
Il fut landgrave de Hesse-Philippsthal de 1770 à 1810.

## Famille
Fils de Charles Ier de Hesse-Philippsthal et de Catherine de Saxe-Eisenach.
En 1755, Guillaume de Hesse-Philippsthal épousa Ulrique de Hesse-Philippsthal-Barchfeld (1732-1817), fille du landgrave Guillaume de Hesse-Philippsthal-Barchfeld.
Six enfants sont nés de cette union :
- Charles de Hesse-Philippsthal (1757-1793), en 1791 il épousa Victoria d'Anhalt-Bernbourg (1772-1817) (une fille)
- Frédéric de Hesse-Philippsthal (1764-1794) (tué à Nivelles)
- Louis de Hesse-Philippsthal, landgrave de Hesse-Philippsthal de 1810 à 1816), en 1791 il épousa la comtesse Marie-Françoise Berghe de Trips (1771-1805), (postérité)
- Ernest de Hesse-Philippsthal, landgrave de Hesse-Philippsthal
- Julienne de Hesse-Philippsthal (1761-1799), en 1780 elle épousa le comte Philippe II de Schaumbourg-Lippe (1723-1787)
- Guillaume de Hesse-Philippsthal (1765-1766)

Guillaume de Hesse-Philippsthal appartint à la lignée des Hesse-Philippsthal, cette cinquième branche est issue de la première branche de la Maison de Hesse, elle-même issue de la première branche de la Maison de Brabant.
Après l'abdication du landgrave Ernest de Hesse-Philippsthal (1846-1925) en 1868, la branche de Hesse-Philippsthal se perpétue avec la sixième branche de Hesse-Philippsthal-Barchfeld, actuellement représentée par le prince Guillaume de Hesse-Philippsthal-Barchfeld.